# Digital Sky Technologies
Digital Sky Technologies (DST) este una dintre cele mai mari compani de internet din Rusia.
A devenit cunoscută în urma achizițiilor din online.
În aprilie 2010, DST a cumpărat serviciul de mesagerie ICQ deținut de AOL după ce anterior a cumpărat acțiuni în cadrul Facebook.